# George W. Romney
George Wilcken Romney (Colonia Dublán, 8 luglio 1907 – Bloomfield Hills, 26 luglio 1995) è stato un imprenditore e politico statunitense, membro del Partito Repubblicano. È stato presidente della American Motors Corporation dal 1954 al 1962, quindi governatore del Michigan dal 1963 al 1969 e in seguito, dal 1969 al 1973, Segretario della Casa e dello Sviluppo Urbano durante il primo mandato dell'amministrazione guidata da Richard Nixon.
Era il padre di Mitt Romney, governatore del Massachusetts dal 2003 al 2007 e in seguito senatore per lo stato dello Utah. La nipote abiatica, Ronna Romney McDaniel, è stata presidente del Partito Repubblicano dal 2017 al 2024.

## Biografia
George Romney è nato da genitori statunitensi residenti in Messico, costretti a ritornare negli Stati Uniti durante la rivoluzione messicana, Romney visse con la famiglia in diversi stati americani fino a risiedere a Salt Lake City. Si spostò definitivamente nel Michigan, a Detroit, nel 1939, lavorando per una compagnia di automobili.
Entrato nel Partito Repubblicano, venne eletto nel 1962 governatore del Michigan. Riconfermato per altri due mandati nel 1964 e 1966, si candidò senza successo alle primarie repubblicane in vista delle elezioni presidenziali del 1968. Dopo la vittoria di Richard Nixon alle elezioni, Romney fu poi nominato da quest'ultimo a ricoprire la carica di Segretario della Casa e dello Sviluppo Urbano.